# أتيلا كوغلر
أتيلا كوغلر (بالمجرية: Kugler Attila)‏ هو راكب الكنو مجري، ولد في 16 سبتمبر 1986 في بودابست في المجر.

## وصلات خارجية
- أتيلا كوغلر على موقع أوليمبيديا (الإنجليزية)